# 리쓰메이칸 대학 국제평화뮤지엄

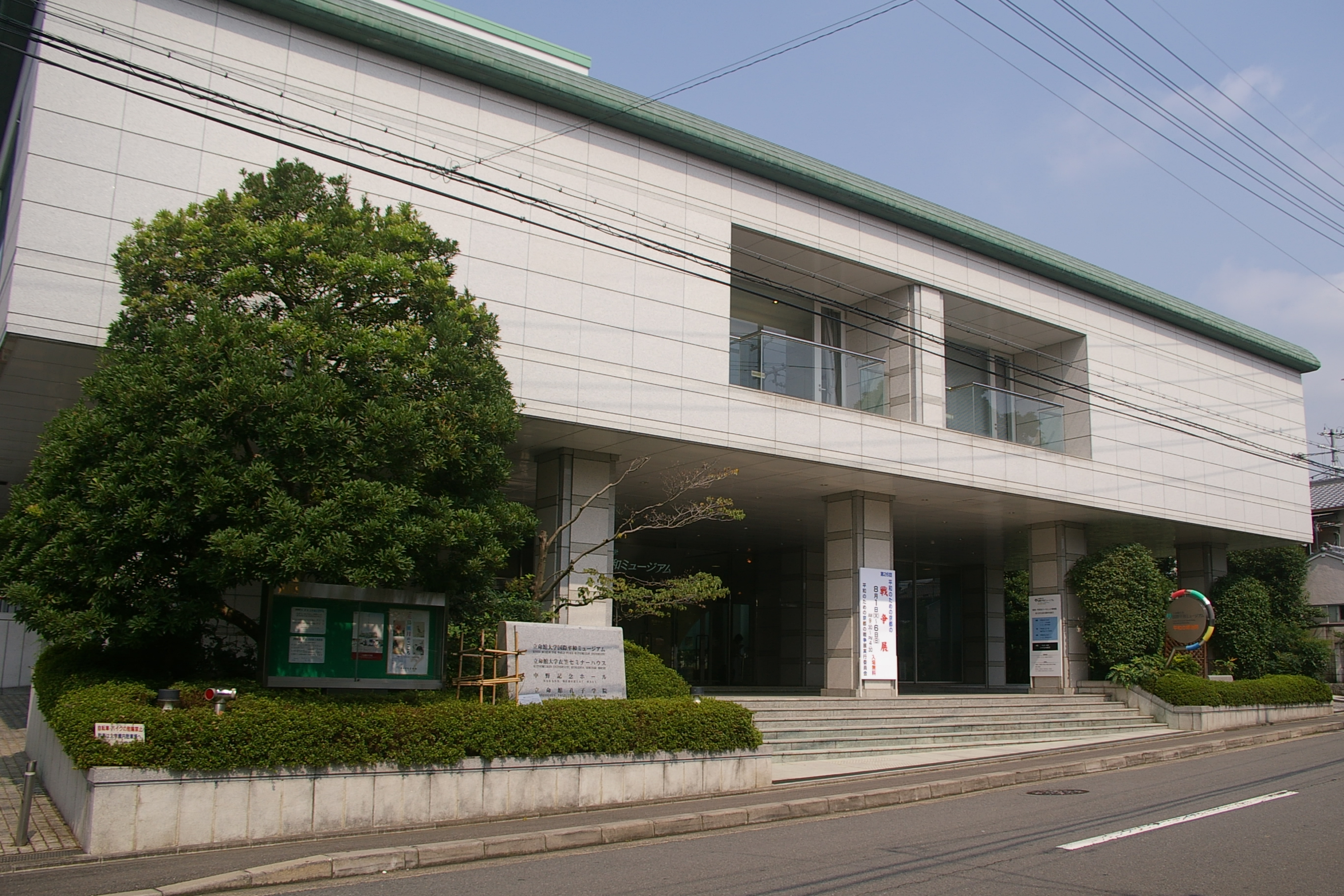
교토 키타구의 국제평화뮤지엄

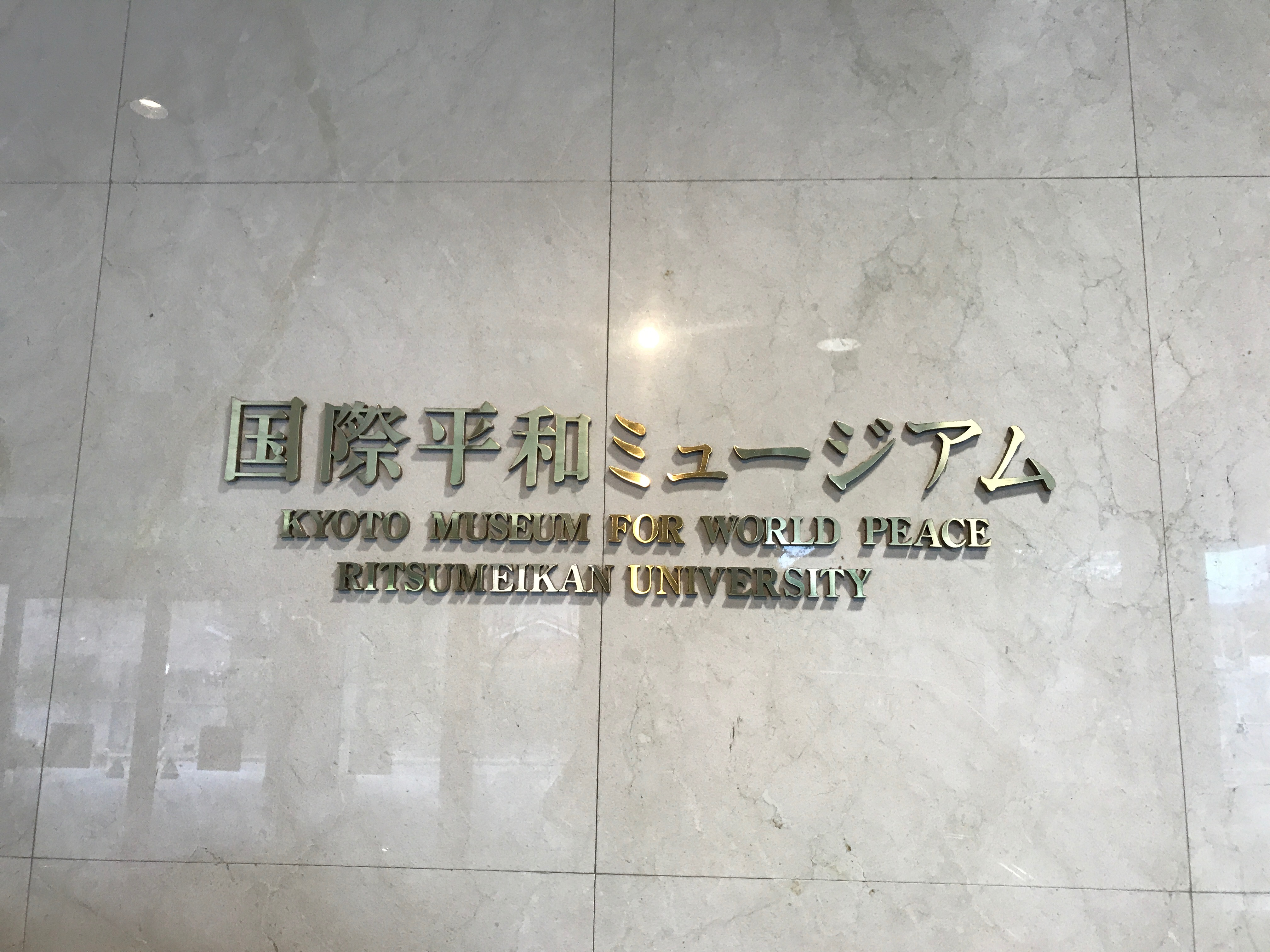

리쓰메이칸 대학 국제평화뮤지엄(일본어: 立命館大学国際平和ミュージアム)은 교토에 위치한 사립대학인 리쓰메이칸 대학의 박물관이다. 박물관의 주된 테마는 국제 평화로, 대부분의 내용이 일본어이지만, 한국어, 영어, 중국어 책자와 음성 가이드, 그리고 약간의 표기들이 존재한다. 이 박물관은 리쓰메이칸 대학 교토 캠퍼스의 동쪽에 위치하고 있다.

## 전시
이 박물관은 만주사변부터 중일전쟁까지 이어지는 일본 제국이 벌인 15년 전쟁에서부터 시작한다. 지하 1층에는 15년 전쟁시기의 일본과 일본의 식민지의 상황, 또한 일본군 위안부 문제를 보여주고 있으며 1945년 전쟁이 끝난후의 기타 전쟁과 더불어 국제 평화에 대한 내용을 보여주고 있다. 그리고 1층에서는 국제 평화와 관련된 미디어를 전시하고, 2층에서는 평화를 위해 노력하는 시민들의 활약을 전시하고 있다.
팜플릿에서는 위의 내용과 더불어 일제시기의 군사색이 짙었던 리쓰메이칸 대학에 대해서 설명하고 있다. 또한 15년 전쟁 시기의 전시 생활과 일본 제국의 프로파간다에 대해서도 전시하고 있다. 2층 갤러리에선 평화를 위해 노력하는 시민들의 활약을 정리해두고 있으며, 여기엔 비폭력을 통한 인권등을 정리해 두고 있다.
박물관 2층에는 대한민국의 촛불 시위와 더불어, 2017년 2월 현재 진행중인 박근혜 대통령 퇴진 운동과 박근혜 대통령 탄핵 반대 시위에 대한 전시품도 진열해 두고 있다.